# اهرهاردت (کارولینای جنوبی)
اهرهاردت(به انگلیسی: Ehrhardt) شهری در ایالت کارولینای جنوبی کشور ایالات متحده آمریکا است که جمعیت آن در سرشماری سال ۲۰۱۰ میلادی، ۵۴۵ نفر بوده‌است.